# Location
«Location» es una canción de la cantautora colombiana Karol G junto a Anuel AA y J Balvin. Fue escrita por Karol G, Anuel AA, J Balvin y Ovy on the Drums, y producido por este último. La canción fue lanzada el 11 de febrero de 2021, a través de Universal Music Latino, como el cuarto sencillo de su tercer álbum de estudio KG0516.

## Antecedentes
La canción fue objeto de burlas varias veces hasta su anuncio, horas antes de su lanzamiento, el 11 de febrero de 2021.
Sobre la canción, Karol G afirmó: «Me gusta darles a mis fans una experiencia única con cada lanzamiento, tanto musical como visualmente. Es una canción muy especial para mí porque pude colaborar con artistas que admiro y pudimos fusionar influencias de reggaeton/hip-hop/country en una increíble canción y video lleno de energía y vibraciones de rodeo».

## Desempeño comercial
«Location» debutó y alcanzó el puesto número 6 en la lista Billboard Hot Latin Songs del 27 de febrero de 2021. No logró ingresar a la lista Billboard Hot 100, pero ingresó y alcanzó el puesto número 3 en la lista Bubbling Under Hot 100 de EE. UU. con fecha del 27 de febrero de 2021. La canción recibió una certificación de platino latino 6 veces por parte de la Recording Industry Association of America (RIAA) el 24 de noviembre de 2021, por ventas de 360.000 unidades equivalentes.

## Premios y nominaciones
| Año  | Ceremonia                        | Categoría                                  | Resultado |
| ---- | -------------------------------- | ------------------------------------------ | --------- |
| 2021 | Premios Heat de la Música Latina | Mejor video                                | Nominado  |
| 2021 | Los 40 Premios de la Música      | Mejor video latino                         | Nominado  |
| 2021 | Premios MTV Milenario            | Barco musical del año (mejor colaboración) | Nominado  |
| 2022 | Premios Lo Nuestro               | Colaboración urbana del año                | Nominado  |

## Video musical
El vídeo musical de «Location» fue dirigido por Colin Tilley y fue lanzado en el canal de YouTube de Karol G el 11 de febrero de 2021.

## Posicionamiento en listas
| Lista (2021)                                      | Mejor posición | Ref.  |
| ------------------------------------------------- | -------------- | ----- |
| Global 200 (Billboard)                            | 63             | [ 6 ] |
| EE.UU. Bubbling Under Hot 100 Singles (Billboard) | 3              | [ 6 ] |
| EE.UU. Hot Latin Songs (Billboard)                | 6              | [ 6 ] |

## Certificaciones
| Región                | Certificación            | Unidades/ventas certificadas |
| --------------------- | ------------------------ | ---------------------------- |
| México (AMPROFON)     | Diamante + Platino + Oro | 910,000                      |
| Estados Unidos (RIAA) | Platino × 6              | 360,000                      |